# Višegrad
Višegrad (cirill írással Вишеград) bosznia-hercegovinai város a Drina partján a bosnyák-szerb határon fekvő Zvijezda hegytől nyugatra.

## Lakosság
A lakosság 1991-ben 21 299 fő volt (szétszórva 163 településen), ám 2007-re 6000 főre csökkent.

### Nemzetiségek 1991-ben
A teljes lakosság: 21 299 fő volt. Ebből:
- Bosnyákok – 13 471 (63,54%)
- Szerbek – 6743 (31,80%)
- Horvátok – 32 (0,15%)
- Jugoszlávok  – 319 (1,50%)
- Egyéb – 634 (3,01%)

### Nemzetiségek 1981-ben
A teljes lakosság: 23 201 fő volt. Ebből:
- Bosnyák – 14 397 (62,05%)
- Szerb – 7648 (32,96%)
- Horvát – 60 (0,25%)
- Jugoszláv – 758 (3,26%)
- Egyéb – 338 (1,48%)

## Nevezetességek
A város nevezetessége a Drinán 1571-ben épült híd, amelyet Szokoli Mehmed  budai pasa építtetett. (Lásd: Szokoli Mehmed pasa hídja.) A hidat 2007-ben a világörökség részévé nyilvánították. A híd tervezője állítólag a híres Szinán. A pasát eredetileg Višegrád vidékéről gyerekadóként vitték Törökországba, s megvagyonosodván ezért áldozott fel ekkora összeget. A híd lábánál egy „han”-t (karavánszerájt) is működtetett, halála után azonban ez elhagyatottá vált.
A hídról készült Ivo Andrić műve, a Híd a Drinán (Na Drini ćuprija). Ivo Andrić ezért az alkotásért irodalmi Nobel-díjat kapott. A Durmitor vidékéről induló Drina-rafting-túrák végpontja a hídnál van.

## A város híres emberei
- Ivo Andrić